# Thomas Ospital
Pour les articles homonymes, voir Ospital.
Thomas Ospital, né en 1990 à Ayherre dans les Pyrénées-Atlantiques, est un organiste français, concertiste international et co-titulaire du grand-orgue de l'église Saint-Eustache à Paris depuis 2015.

## Biographie
Thomas Ospital est originaire d'Ayherre, village de Basse-Navarre dans les Pyrénées-Atlantiques. Entré au conservatoire de Bayonne, il y obtient en 2008 un Premier prix d'orgue dans la classe d'Esteban Landart. La même année, il est reçu au Conservatoire national supérieur de musique et de danse de Paris.
Il reste cependant titulaire de l'orgue de l'église Saint-Vincent de Ciboure où il se fait remarquer à l'occasion de nombreux concerts. Grâce à lui, cette église a pu être dotée d'un instrument neuf d'une exceptionnelle qualité construit par la manufacture Dominique Thomas en 2013.
Au cours de ses études au conservatoire, il travaille auprès d'Olivier Latry, Michel Bouvard, Thierry Escaich, Philippe Lefebvre, László Fassang, Isabelle Duha, Pierre Pincemaille et Jean-François Zygel. Il y obtient cinq premiers prix en orgue, improvisation, harmonie, contrepoint et fugue.
Il entreprend ensuite une carrière internationale qui le conduit, en 2012, aux États-Unis, où il est pendant 6 mois organiste à la cathédrale Saint-Louis de La Nouvelle-Orléans. Il participe ensuite à plusieurs concours internationaux où il remporte différents prix.
En mars 2015, il est nommé sur concours co-titulaire du grand orgue de l'église Saint-Eustache de Paris, aux côtés de Baptiste-Florian Marle-Ouvrard, succédant à Jean Guillou.
L’improvisation tient une place importante dans sa pratique musicale. Il pratique notamment l’accompagnement de films muets. En 2016, on lui commande la musique additionnelle du film Django, d’Étienne Comar.
De 2016 à 2019, il est organiste en résidence à Radio France,.
Depuis 2017, il est professeur d'harmonisation au clavier au Conservatoire national supérieur de musique et de danse de Paris, où il enseigne également l'harmonie pour les étudiants en Formation supérieure aux métiers du son. En 2021, il est nommé professeur d'orgue dans ce même conservatoire, succédant à Michel Bouvard.
Le 24 septembre 2024, il donne en création mondiale Requies pour orgue de Bruno Mantovani, œuvre qui lui est dédiée, au cours d'un concert à l'auditorium de la Maison de la Radio et de la Musique à Paris.

## Prix
Il obtient de nombreux prix dans différents concours d'orgue internationaux, dont :
- Premier prix du concours de Saragosse, en 2009 ;
- Prix Maurice Duruflé et Prix du public en Interprétation au Grand Prix de Chartres, en 2012 ;
- Deuxième prix au concours international Xavier Darasse à Toulouse en 2013 ;
- Premier Lauréat et Prix Pierre Pincemaille au Grand Prix Florentz, en 2014,
- Second prix ex-aequo, Prix du public et Prix Jean-Louis Florentz au Grand Prix de Chartres, en 2014[12].

## Discographie
- 2015 : Marcel Dupré : Les Vêpres du Saint Nom de Marie. Avec Vincent Genvrin et la Schola Sainte Cécile, CD éditions Hortus.
- 2017 : Franz Liszt : Une divine tragédie, CD éditions Hortus.
- 2018 : Jean-Sébastien Bach et Thierry Escaich : Convergences, CD L’auditorium de Radio France[13].